# Diploschistaceae
Diploschistaceae is een botanische naam voor een familie van korstmossen behorend tot de orde Ostropales. Het typegeslacht is Diploschistes.

## Geslachten
De familie bestaat uit de volgende 35 geslachten:
- Acanthothecis
- Aggregatorygma
- Ampliotrema
- Asteristion
- Austrotrema
- Borinquenotrema
- Byssotrema
- Carbacanthographis
- Compositrema
- Corticorygma
- Diploschistes
- Fibrillithecis
- Gintarasia
- Glaucotrema
- Gyrotrema
- Heiomasia
- Melanotopelia
- Melanotrema
- Myriochapsa
- Myriotrema
- Nadvornikia
- Nitidochapsa
- Ocellularia
- Phaeographopsis
- Redingeria
- Rhabdodiscus
- Sanguinotrema
- Schizotrema
- Stegobolus
- Topeliopsis
- Wirthiotrema
- Xalocoa